# Joy Parr
Joy Parr (* 1949 in Toronto, Ontario; † 12. Mai 2024 in Southampton, Ontario) war eine kanadische Historikerin.

## Leben
Joy Parr studierte an der McGill University in Montreal, wo sie 1971 einen Bachelor of Arts erhielt. Anschließend setzte sie ihr Studium an der Yale University in New Haven, Connecticut fort und erhielt dort 1973 einen Master of Philosophy, sowie 1977 einen Ph.D. Parr wurde nun an der Yale University, der University of British Columbia und der Queen’s University in Kingston, Ontario tätig. An letzterer lehrte sie von 1982 bis 1992 am Department of History und wurde 1988 zur Professorin berufen. Danach war sie von 1992 bis 2003 Nancy and Jack Farley Professor of History an der Simon Fraser University in Burnaby, British Columbia. Zuletzt hatte sie einen Canada Research Chair am Department of Geography an der University of Western Ontario inne.
Parr war 1992 Bunting Fellow am Bunting Institute des Radcliffe College. Von 1995 bis 2001 war sie Fellow des Green College der University of British Columbia. 1997 war sie Creighton Lecturer an der University of Toronto. Von 1996 bis 1997 war sie Visiting Fellow am All Souls College der University of Oxford. 1998 war sie Underhill Lecturer am Department of History der Carleton University. 1998 war sie Bronfman Lecturer am Institute of Canadian Studies der University of Ottawa. 2007 hatte sie die Henrietta Harvey Distinguished Lectureship an der Memorial University of Newfoundland and Labrador inne. 2010 war sie Lecturer an der European Society for Environmental History Field School.
Für ihre Forschungsarbeit wurde Parr vielfach ausgezeichnet. 1987 erhielt sie für den im Canadian  Historical Review veröffentlichten Artikel The Skilled Emigrant and her Kin: Gender, Culture and Labour Recruitment den Hilda Neatby Prize der Canadian Historical Association. 1995 wurde erneut ein Artikel von Parr mit dem Hilda Neatby Prize ausgezeichnet. Des Weiteren erhielt sie 1987 den Canadian Historical Review Prize der University of Toronto Press. 1988 erhielt sie den Riddell Award der Ontario Historical Society, sowie den Berkshire Prize. Ihr Buch The Gender of Breadwinners: Women, Men, and Change in Two Industrial Towns, 1880-1950. erhielt 1990 erhielt den Sir John A Macdonald Prize der Canadian Historical Association, sowie den Fred Landon Award der Ontario Historical Society und den Laura Jamieson Award des Canadian Research Institute for the Advancement of Women. Des Weiteren erhielt Parr 1995 für dieses Buch die François-Xavier Garneau Medal der Canadian Historical Association. Ihr 1998 in Technology and Culture erschienener Artikel What Makes Washday Less Blue? Gender, Choice, Nation, and Technology Choice in Postwar Canada erhielt 1999 den Abbot Payson Usher Prize der Society for the History of Technology. Ihr Buch Sensing Changes: Technologies, Environments and the Everyday gewann 2010 den Canada Prize der Federation for the Humanities and Social Sciences in der Kategorie Sozialwissenschaften, sowie 2011 den Sidney Edelstein Prize der Society for the History of Technology.
1992 wurde sie Fellow der Royal Society of Canada. Die University of Windsor verlieh ihr 1997 die Ehrendoktorwürde. 2000 erhielt sie die J.B. Tyrrell Historical Medal der Royal Society of Canada. Die University of Western Ontario verlieh ihr 2006 den Hellmuth Prize for Achievement in Research. 2018 erhielt sie die Leonardo da Vinci Medal der Society for the History of Technology.

## Veröffentlichungen (Auswahl)
- Labouring Children: British Immigrant Apprentices to Canada. (1980, University of Toronto Press)
- Childhood and Family in Canadian History. (1982, Oxford University Press)
- mit Beth Light (Hrsg.): Canadian Women on the Move 1867‑1920. (1983, Hogtown Press & Ontario Institute for Studies in Education)
- (Hrsg.): Still Running: Personal stories by Queen’s women celebrating the fiftieth anniversary of the Marty Scholarship. (1987, Queen’s University Press)
- The Gender of Breadwinners: Women, Men, and Change in Two Industrial Towns, 1880-1950. (1990, University of Toronto Press)
- (Hrsg.): A Diversity of Women: Ontario 1945-80. (1995, University of Toronto Press)
- mit Mark Rosenfeld: Gender and History in Canada. (1996, Copp Clark Publishing)
- Domestic Goods: the Material, the Moral and the Economic in the Postwar Years. (1999, University of Toronto Press)
- mit Nancy Janovicek (Hrsg.): Histories of Canadian Children and Youth. (2003, Oxford University Press)
- Sensing Changes: Technologies, Environments and the Everyday. (2010, UBC Press)